# Tetrabiblos

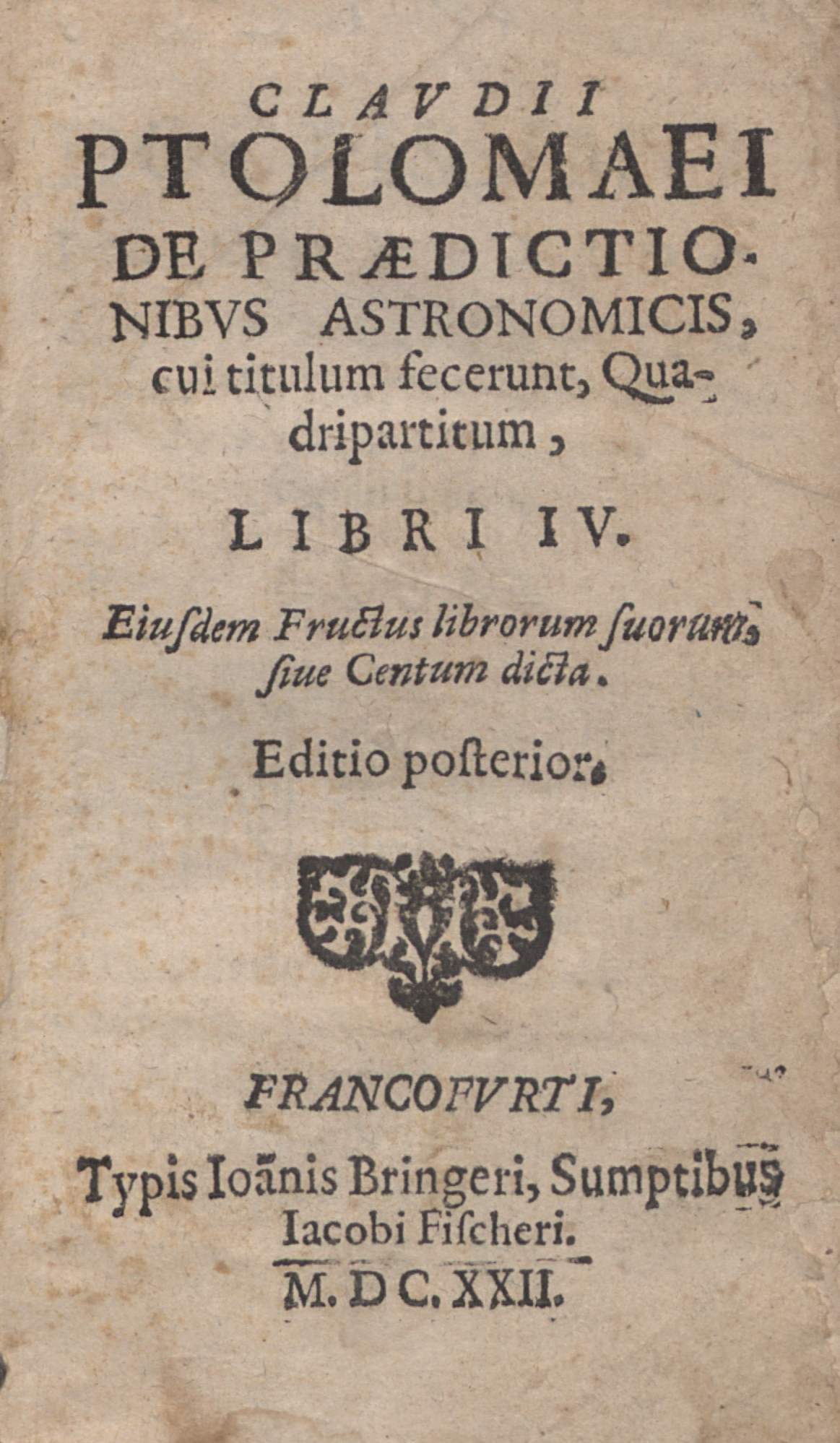
Quadripartitum, 1622

El Tetrabiblos (Τετράβιβλος; "Cuatro libros", en español), también conocido en la Antigua Grecia como Apotelesmatiká (Ἀποτελεσματικά) "Efectos", y en latín como Qvadripartitum "Cuatro partes", es un libro sobre la filosofía y práctica astrológicas, escrito en el siglo II d. C. por el erudito alejandrino Claudio Ptolomeo (90 o 100-168 o 170 d. C.).
El Almagesto, también de Ptolomeo, fue un texto de autoridades sobre astronomía durante más de mil años, y el Tetrabiblos, su volumen complementario. El Almagesto igualmente influyó sobre la astrología y el estudio de los efectos de los ciclos astronómicos en los asuntos terrenales. Mientras que este fue reemplazado como autoridad astronómica debido a la aceptación del modelo heliocéntrico del sistema solar, el Tetrabiblos continuó siendo una obra de importancia teórica en el estudio de la astrología.
Ptolomeo defendió la filosofía de la astrología como un estudio de la naturaleza, y además esbozó las técnicas de la práctica astrológica. Esto fue lo que ayudó a asegurar la tolerancia teológica hacia la astrología en la Europa Central, durante la Edad Media. También, permitió que las enseñanzas ptolemaicas sobre el tema astrológico se incluyeran en las universidades durante el Renacimiento, lo cual conllevó a un impacto directo en los estudios de medicina y en las obras literarias. La posición de autoridad intelectual de esta obra se derrumbó a finales del siglo XVII d. C., cuando los principios en los que se fundamenta el trabajo de Ptolomeo se enfrentaron a las críticas, por anticuados y por estar basados en la superstición.
La importancia histórica del Tetrabiblos puede ser constatada por los numerosos comentarios antiguos, medievales y renacentistas que sobre él se han publicado. Fue copiado, comentado, parafraseado, resumido y traducido a muchos idiomas. La última edición crítica en griego, de Wolfgang Hübner, fue publicada por la Biblioteca Teubneriana, en 1998.

## Visión general e influencia
Ptolomeo es referido como «el más famoso de los astrólogos griegos» y como «una autoridad proastrológica de la más alta magnitud». Como fuente de referencia, su Tetrabiblos es descrito como si «casi disfrutase de la autoridad de la Biblia entre los escritores astrológicos desde hace mil años o más». La obra reunió comentarios sobre ella cuando fue compilada y publicada por primera vez en Alejandría en el siglo II d. C.. Fue traducida al árabe en el siglo IX d. C. y se le describe como «de lejos, la fuente más influyente de la astrología islámica medieval».
Luego de la traducción del Tetrabiblos al latín en el siglo XII d. C., la astrología ptolemaica fue integrada a la doctrina cristiana medieval por Alberto Magno y Tomás de Aquino. Esta aceptación teológica alentó la enseñanza de la astrología ptolemaica en las universidades, generalmente vinculada a los estudios médicos; lo que a su vez llevó a servir en obras literarias como la Divina Comedia de Dante, que ayudó a modelar los paradigmas moral, religioso y cosmológico de la Europa Occidental durante la Edad Media. El Tetrabiblos fue responsable en gran parte de establecer los preceptos básicos de la astrología renacentista y era un libro necesario en algunas de las mejores universidades de Europa durante el Renacimiento y el modernismo temprano.

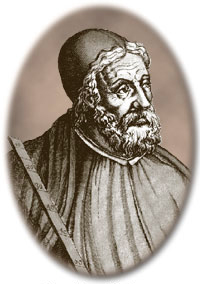
Grabado en madera del que representa a Ptolomeo. Extraído de Les vrais portraits et vies des hommes illustres, folio 87. París, Francia; 1584.

La astrología ptolemaica fue enseñada en las universidades europeas durante el siglo XVII d. C.; pero a mediados de ese siglo hubo una lucha para mantener su posición como una de las respetadas ciencias liberales En este momento, el contenido del Tetrabiblos comenzó a arrastrar la estigmatización como parte de un «arte diabólica de adivinación». Un crítico del siglo siglo XVII d. C. escribió sobre tal asunto: «ningún arte supersticioso está más preparado para hacer avanzar los propósitos del diablo que la astrología de Ptolomeo».
La posición intelectual de la astrología se derrumbó rápidamente a finales del siglo XVII d. C.; pero el impacto histórico del Tetrabilos sobre la cultura mundial continúa atrayendo la atención de los estudiosos de la filosofía clásica y de la historia de las ciencias en la antigüedad. También mantiene su posición como un libro de texto influyente para los practicantes de la astrología occidental moderna. Las traducciones en inglés fueron publicadas por los astrólogos en los siglos XVIII, XIX y XX El astrólogo humanista de principios del siglo XX d. C. Dane Rudhyar, relató que la astrología de su época «se originó casi en su totalidad en la obra del astrólogo alejandrino Claudio Ptolomeo». Incluso los libros de texto astrológicos del siglo XXI d. C. han descrito el Tetrabiblos como «sin duda, indespensable para cualquier estudiante serio de astrología».
La importancia duradera de la obra es atribuible a varios factores: la reputación de Ptolomeo como uno de los más grandes filósofos y científicos del mundo antiguo, la relevancia astrológica del texto como uno de los más antiguos y completos manuales sobre este tema y la calidad de las explicaciones astrológicas de Ptolomeo.
La «sobresaliente marca en la astrología hecha por Ptolomeo» es descrita como «informada por el espíritu filosófico y científico de su época». Ptolomeo escribió en un momento en el que la «física» era definida por medio de la palabra filosofía y su relato de los efectos estelares se expresó en términos de las cuatro cualidades aristotélicas: caliente, frío, húmedo y seco; contra la noción filosófica de la unidad universal y de la armonía cósmica. Su objetivo era explicar la racionalidad de la astrología en tales términos, por lo que el trabajo es también notable por su rechazo a la prácticas astrológicas que carecen de una base astronómica directa:
| En cuanto a las tonterías sobre las cuales muchos desperdician su trabajo y de los cuales ni siquiera puede darse una cuenta plausible, ésto descartaremos en favor de las causas naturales primarias. Investigaremos, no por medio de porciones y números de los cuales no pueda darse una explicación razonable, sino simplemente a través de la ciencia de los aspectos de las estrellas a los lugares con los que tienen familiaridad. —Ptolomeo; Tetrabiblos Libro III Capítulo 3. |

El libro inicia con una explicación del marco filosófico de la astrología que tiene como objetivo responder a los argumentos de los críticos que cuestionaron la validez del tema. Al respecto, Lynn Thorndike, en su History of magic and experimental science (Historia de la magia y de la ciencia experimental), escribe: «Solo los oponentes de la astrología parecen haber permanecido ignorantes del Tetrabiblos», continúa haciendo críticas al arte que no están dirigidas a la presentación de Ptolomeo o que hayan sido contestadas por él.
Ptolomeo no fue quien originó las técnicas astrológicas que presentó en su Tetrabiblos. Su contribución fue ordenar sistemáticamente el material, para demostrar que la astrología se basa en principios lógicos y jerárquicos. Las influencias astrológicas se refieren, frecuentemente, a los efectos meteorológicos en los cambios humorales, que se suponía eran el resultado de los ciclos celestiales que traían transformaciones en la atmósfera correlacionados con los efectos del calor, del frío, de la humedad y de la sequedad.
La importancia histórica y la influencia del Tetrabilbos es atestiguada por los muchos comentarios antiguos, medievales y renacentistas publicados sobre él, así como las muchas traducciones y ediciones parafraseadas que intentan reproducir su contenido de una manera más accesible. El texto griego fue traducido al árabe, luego al latín; retraducida desde ésta a muchas lenguas modernas. La primera traducción al español fue hecha en el siglo XIII d. C. a raíz de una iniciativa del rey Alfonso X de Castilla «el Sabio» (1221-1294), quien ordenó la traducción de varias obras, entre ellas la del Tetrabiblos, el rey sabio dirigía personalmente las traducciones y se hacía rodear de traductores y ayudantes judíos, musulmanes, mozárabes y cristianos. Su traducción es atribuida a Yehudá ben Moshé ha-Kohen por algunas fuentes. La primera traducción al inglés apareció apenas en el siglo XVIII d. C., pero a finales del siglo XIX d. C. el astrólogo estadounidense Luke Broughton informó que tenía por lo menos media docena de diferentes traducciones al inglés en su poder.

## Título y fecha de composición

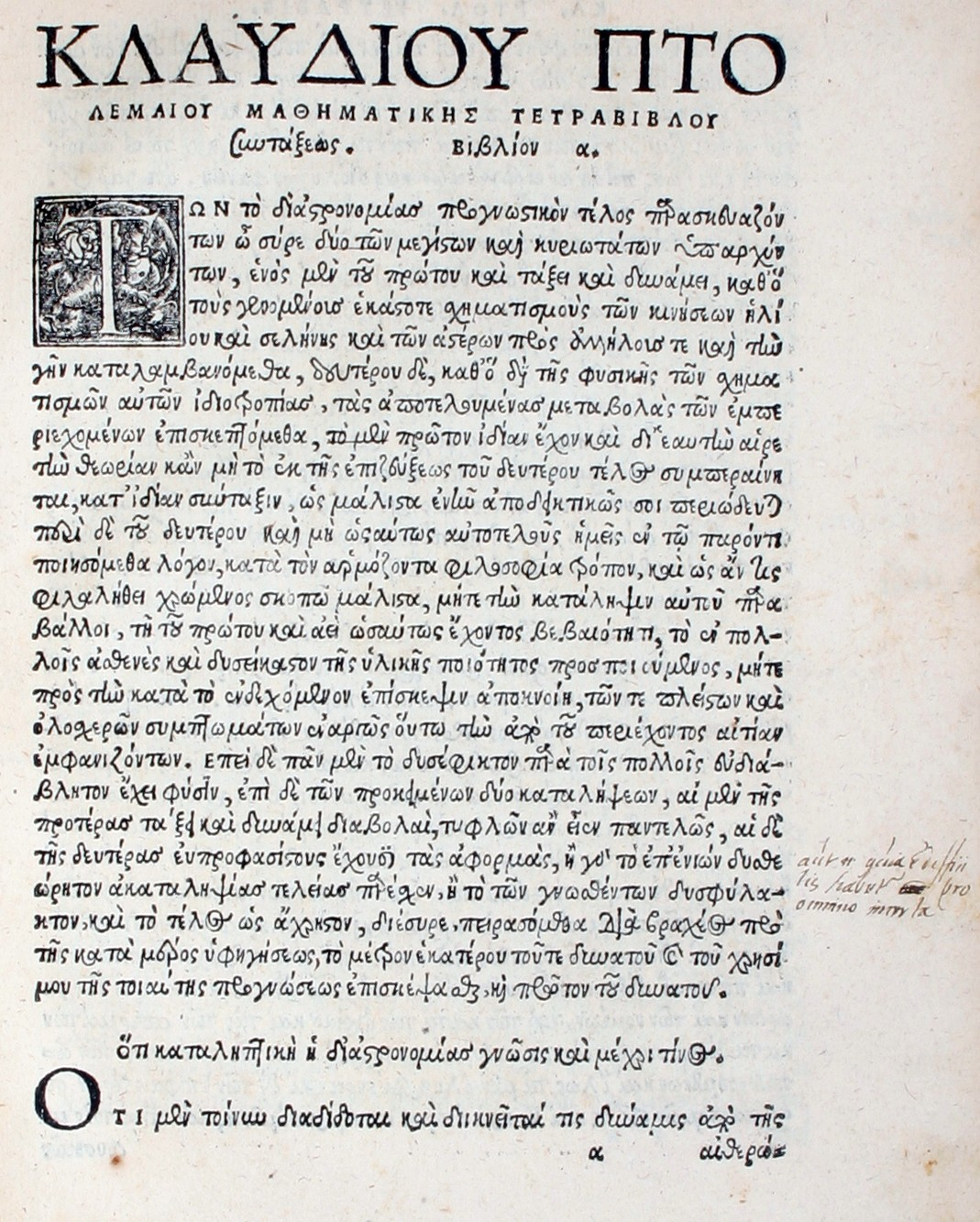
Capítulo de apertura de la primera edición impresa del Tetrabiblos de Ptolomeo, transcrita al griego y al latín por Joachim Camerarius; 1535. Núremberg, Baviera, Alemania.

Los títulos en griego Tetrabiblos y en latín Quadripartitum que significan ‘cuatro libros’, son los apodos tradicionales para una obra que en algunos manuscritos griegos es denominada Μαθηματικὴ τετράβιβλος σύνταξις, /Mathematiké tetrábiblos Sýntaxis/ ‘Tratado matemático en cuatro libros’. Frank Eggleston Robbins, editor de la traducción al inglés publicada por la Loeb en 1940, consideró probable que este fuese el título utilizado por el propio Ptolomeo, aunque reconoció que muchos otros manuscritos griegos usan el título Τὰ πρὸς Σύρον ἀποτελεσματικά /Tá prós Sýron apotelesmatiká/ 'Pronósticos en honor a Sirus'. Un antiguo comentario anónimo sobre la obra, afirma que algunos consideraban que el término «Tetrabliblos» era un nombre ficticio.
Hübner, editor de la edición griega de Teubner en 1998, utiliza el título Apotelesmatiká (Libro sobre los efectos), el cual ha sido utilizado por eruditos recientes. Alexander Jones, editor de la obra de Springer Ptolemy in Perspective (2010) considera que título dado por Ptolomeo sigue siendo desconocido; pero está de acuerdo en que el término Apotelesmatiká, «es una conjetura creíble». Este término es traducido de diversa maneras con el significado de ‘influencias’, ‘efectos’, o ‘pronósticos’; que refleja el tema de trabajo el cual se ocupa de la presencia de los efectos de los ciclos astronómicos previsibles.
No hay una fecha sólidamente establecida para la compilación del Tetrabiblos, pero Ptolomeo revela en su «Proemio» que escribió su tratado astrológico después de completar el astronómico el Almagesto. La evidencia dentro del Almagesto revela que el trabajo astronómico no pudo haber sido completado antes de aproximadamente el 145 d. C, lo que demuestra que Ptolomeo escribió el Tetrabiblos hacia el final de su vida, en algún momento entre completar el Almagesto y su muerte, por lo general fechada alrededor del 168 d. C.

## Libro I: principios y técnicas

### Capítulos de apertura
El texto comienza con la dedicación a «Syrus», un personaje no identificado al que Ptolomeo dedicaba todas su obras. En éste, Ptolomeo distingue dos tipos de estudio astronómico: El primero; la astronomía propiamente dicha, que describe los ciclos y movimientos astronómicos; el segundo: la astrología que investiga los cambios que tales movimientos provocan. Afirma que cada una tiene su propia ciencia y la primera es deseable por derecho propio «a pesar de que no alcanza el resultado dado por la segunda». Esto se toma para demostrar la opinión de Ptolomeo sobre que la astronomía y la astrología son estudios complementarios, de modo que mientras la astrología es menos autosuficiente y factual, su empleo hace la práctica de la astronomía más útil. Aunque los términos «astronomía» y «astrología» fueron usados indistintamente en los textos antiguos, esto también demuestra la definición temprana de dos temas diferenciados que fueron discutidos extensamente por Ptolomeo en dos trabajos separados.
Ptolomeo declara que habiendo tratado el tema anterior, astronomía, en su propio tratado, «ahora dará cuenta del segundo método menos autosuficiente de una manera propiamente filosófica, de modo que aquel cuyo objetivo sea la verdad nunca podrá comparar sus percepciones con la seguridad de la primera». En esto, y en otras observaciones introductorias, revela su opinión de que la predicción astrológica es extremadamente difícil y fácilmente sujeta al error, pero satisfactoriamente alcansable a aquellos que poseen la habilidad y experiencia necesarias, y de demasiado beneficio como para ser rechazada simplemente porque, a veces, se pueden cometer errores.

#### Argumentos filosóficos de Ptolomeo
Los capítulos II y III son importantes para dar a Ptolomeo la defensa filosófica de su tema. Franz Boll advirtió que los argumentos eran paralelos a las fuentes más antiguas, en particular las del filósfo estoico Posidonio (c. 135 a. C.-51 a. C). De igual manera, la narración de Ptolomeo fue aprovechada por filósofos y astrónomos posteriores, como Johannes Kepler, que utilizó ejemplos similares y el mismo orden de argumentos para explicar el fundamento físico de algunas afirmaciones astrológicas. Descrito como «científicamente hablando, perfectamente loable» por un comentarista moderno. Otro ha condenado estos capítulos como el lugar donde el «conocimiento, la inteligencia y la habilidad retórica» de Ptolomeo son «mal utilizados».
En el capítulo I, Ptolomeo afirma la legitimidad del estudio e identifica los dos principales argumentos en su contra:
1. La complejidad del tema hace que su pretensión de proporcionar una presunción confiable sea inalcanzable;
2. El presentimiento fiable, si es posible alcanzarlo, implicaría tal fatalismo que haría inútil el propósito del tema, toda vez que si el futuro es predecible, todo lo que está destinado a suceder, sucederá, ya sea que se haya predicho o no.

Ptolomeo, contesta entonces cada crítica en los dos capítulos siguientes.
Argumento sobre el alcance de la fiabilidad de la astrología
En el capítulo II, Ptolomeo sostiene que el conocimiento adquirido por medios astronómicos es alcanzable e intenta definir sus límites según las lógicas aristotélicas y estoicas. Señala cómo el Sol tiene mayor influencia sobre los ciclos estacionales y diarios de la Tierra, y que la mayoría de las cosas en la naturaleza están sincronizadas con la Luna:
| [...] como el cuerpo celestial más cercano a la Tierra, la Luna concede su influencia más abundante sobre las cosas mundanas; ya que la mayoría de ellas, animadas o inanimadas, son simpáticas con ella y cambian en sintonía con ella. Los ríos aumentan y disminuyen sus torrentes con su luz, los mares transforman sus propias mareas con su elevación y puesta; y las plantas y animales, en luna llena o creciente, declinan con ella |

Extiende esta capacidad para agitar el clima y dirigir los patrones biológicos de las criaturas terrenales a las estrellas y planetas fijos, de modo que todo lo que experimenta ciclos de crecimiento o patrones de comportamiento, de algún modo responde a los ciclos celestes. Estos provocan cambios elementales, calor, ventiscas, nevadas o lluvias, etc.; los cuales son guiados por el Sol, activados por la Luna y ayudados por las configuraciones planetarias y los fenómenos de las estrellas fijas. Las cualidades meteorológicas predominantes son, entonces, consideradas para determinar el temperamento —la calidad del momento del clima en lugar específico— que se presume está impreso, como una especie de huella climática, sobre la semilla de todo lo que entra en germinación o manifestación en ese momento en el clima. Ptolomeo admite que el análisis exitoso de este temperamento no se logra fácilmente, pero es posible de ser determinado por alguien que sea capaz de considerar los datos «tanto científica y presuntivamente con éxito». Se pregunta cómo; si una persona puede predecir con fiabilidad los patrones climáticos generales y sus efectos sobre todo lo que está en germen en las plantas y animales basándose en el conocimiento de los ciclos celestes:
| [...] ¿no puede él también, con respecto a un hombre individual, percibir la calidad general de su temperamento a partir del ambiente en el momento de su nacimiento, [...] y predecir acontecimientos ocasionales, por el hecho de que tal y tal ambiente está en sintonía con tal y tal temperamento, y es favorable a la prosperidad, mientras que otro no está tan sintonizado y conduce al daño? |

Aunque sugiere que tales argumentos son suficientes para demostrar la validez de la astrología; Ptolomeo acepta que se comenten muchos errores en su práctica, en parte debido a «granujas evidentes», que la profesan sin el debido conocimiento y pretenden predecir cosas que no pueden conocerse naturalmente; y algunas veces usando el término astrología para las prácticas que no son verdad al estudio genuino de esta; y porque los practicantes legítimos deben adquirir una magnitud de conocimiento y de experiencia dentro de la duración de una vida. Su resumen es que el estudio normalmente no es capaz, por sí mismo, de dar conocimiento confiable en términos generales, que el asesoramiento astrológico debe ser bien recibido, pero no esperar que sea impecable; y que el astrólogo no debe ser criticado, sino animado a integrar la información no celestial dentro de la compilación de un juicio; tales como: lo que se sabe del origen étnico, la nacionalidad y las influencias de los padres.

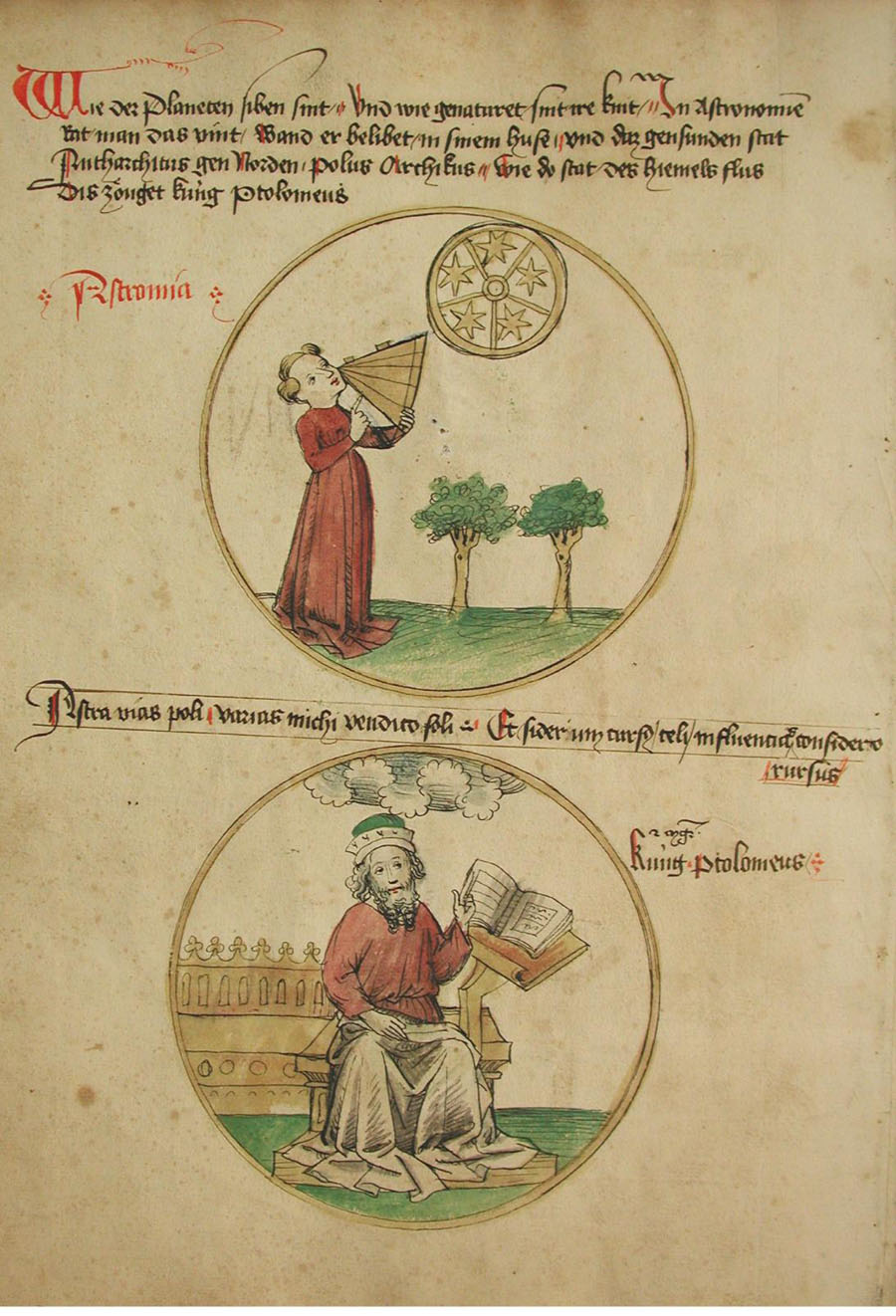
Ilustración del manuscrito del de la astronomía como una de las siete artes liberales, mostrando a Ptolomeo como su patrón.

Argumento sobre si la astrología es natural y útil
En el capítulo III, Ptolomeo sostiene que la predicción astrológica es natural y beneficiosa. La traducción de estas ideas al latín en el siglo XII d. C. se describe como «de importancia crítica» para la adopción de una actitud favorable hacia al astrología dentro del cristianismo durante la Edad Media
Ptolomeo propuso primero que no es «inútil» crear predicciones de lo que es probable que suceda, incluso si las predicciones no proporcionan los medios para evitar un desastre inminente. Esta era una de las críticas clásicas bien conocidas que habían sido traídas a prominencia en el libro De divinatione de Cicerón, en su argumento de que ningún bien proviene de las advertencias sobre desastres inminentes cuando no se ofrece algún medio de escape. Ptolomeo da una visión más positiva de la adivinación en su elevación de la astrología como un tema «por la cual obtendremos una visión completa de las cosas humanas y divinas» que, según él, da una mejor percepción de «lo que es apropiado y conveniente para las capacidades de cada temperamento». Él ve a la astrología como un tema que fomenta y mejora el conocimiento de uno mismo. Ya que, incluso si la astrología no puede ayudar en la adquisición de riquezas o fama, lo mismo puede decirse de toda filosofía, cuya preocupación está orientada a «riquezas mayores». Por lo tanto, en el caso de los acontecimientos desafortunados que necesariamente tendrán lugar, Ptolomeo afirma que la predicción astrológica todavía trae beneficios, porque «la advertencia acostumbra y calma al alma a la experiencia de acontecimientos lejanos como si estuviesen presentes, y prepara para saludar con calma y firmeza lo que sea que ha de venir».
El siguiente argumento de Ptolomeo fue evitar las críticas que surgen cuando se considera que la práctica de la predicción sugiere una inevitabilidad fatalista. Este punto fue crucial para la posterior aceptación teológica, ya que la doctrina religiosa medieval dicta que el alma del individuo posee libre albedrío, lo que le hace responsable de sus decisiones y de las consecuencias que se deriven de ellas. En libro del siglo XIII d. C. del dominico francés Gerard de Feltre (en latín Gerardus Feltrensis) Summa de astris demuestra el problema que el determinismo astrológico crea para la cuestión teológica: «si las estrellas hacen a un hombre asesino o ladrón, y más aun siendo Dios la primera causa de todo, quien todo lo hace; la sola sugerencia de esto es vergonzosa». Los comentarios de Ptolomeo contrarrestan la crítica, proponiendo que, si bien los ciclos celestes son enteramente confiables y «eternamente realizados de acuerdo con el destino divino e inmutable», todos los asuntos terrenales también están sujetos a «un destino natural y mutable y, al dibujar su primera causa que viene desde lo alto; serán regidos por la casualidad y la secuencia natural». Por consiguiente, declara que nada está irrevocablemente ordenado y que no debemos imaginar que «los acontecimientos asisten a la humanidad como resultado de la causa celeste como si [...] se destinaran a producirse por necesidad sin la posibilidad de que cualquier otra causa interfiera».
En esta discusión, Ptolomeo introduce un punto de vista, que sería mencionado posteriormente por muchos escritores astrológicos, en el que «la causa menor siempre cede ante la mayor». Él ve al individuo como capaz de resistirse a los ciclos más grandes de cambio, los cuales le suceden a la amplia comunidad, así que incluso un hombre cuyo horóscopo indica ganancia puede perecer en un momento en el que su comunidad es golpeada por un desastre natural o por la peste. Sin embargo, Ptolomeo también sostiene que los sucesos desastrosos solo seguirán su curso natural siempre y cuando no se tome alguna medida para evitar el problema, tanto como cuando «los sucesos no sean conocidos, o cuando sí lo son, los remedios no son aplicados». Toma una posición equilibrada entre el argumento del sino contra el libre albedrío y la predestinación de ciertas cosas, mientras que otras tantas pueden ser evitadas por el acto de la predicción astrológica. La posición del astrólogo es comparada con la del médico, que debe ser capaz de reconocer de antemano las enfermedades que son siempre mortales y que admiten cura.
En consecuencia, es razonable, según Ptolomeo, moderar las acciones con conciencia de cómo el temperamento presente y futuro, beneficia o perjudica el temperamento natal, o de elegir actuar en un momento que es astrológicamente adecuado para una actividad; tal y como se considera racional el uso del conocimiento de las estrellas para garantizar la seguridad en el mar; utilizar el conocimiento de los ciclos lunares para asegurar la cría y la siembra exitosas, o para refrescarnos durante las temperaturas extremas para sufrir menos.
La conclusión filosófica de Ptolomeo sobre el tema, que ayudó a asegurar su posición intelectual hasta el siglo XVIII d. C., es tal y como sigue: «aunque no sea enteramente infalible, por lo menos sus posibilidades han aparecido dignas de la más alta consideración». Después de justificar su participación intelectual en el estudio, y de acuerdo con los principios filosóficos de su época, Ptolomeo vuelve su atención a la teoría práctica de la astrología, y a la razón que está detrás de la disposición de sus principios.

### Introducción de los principios

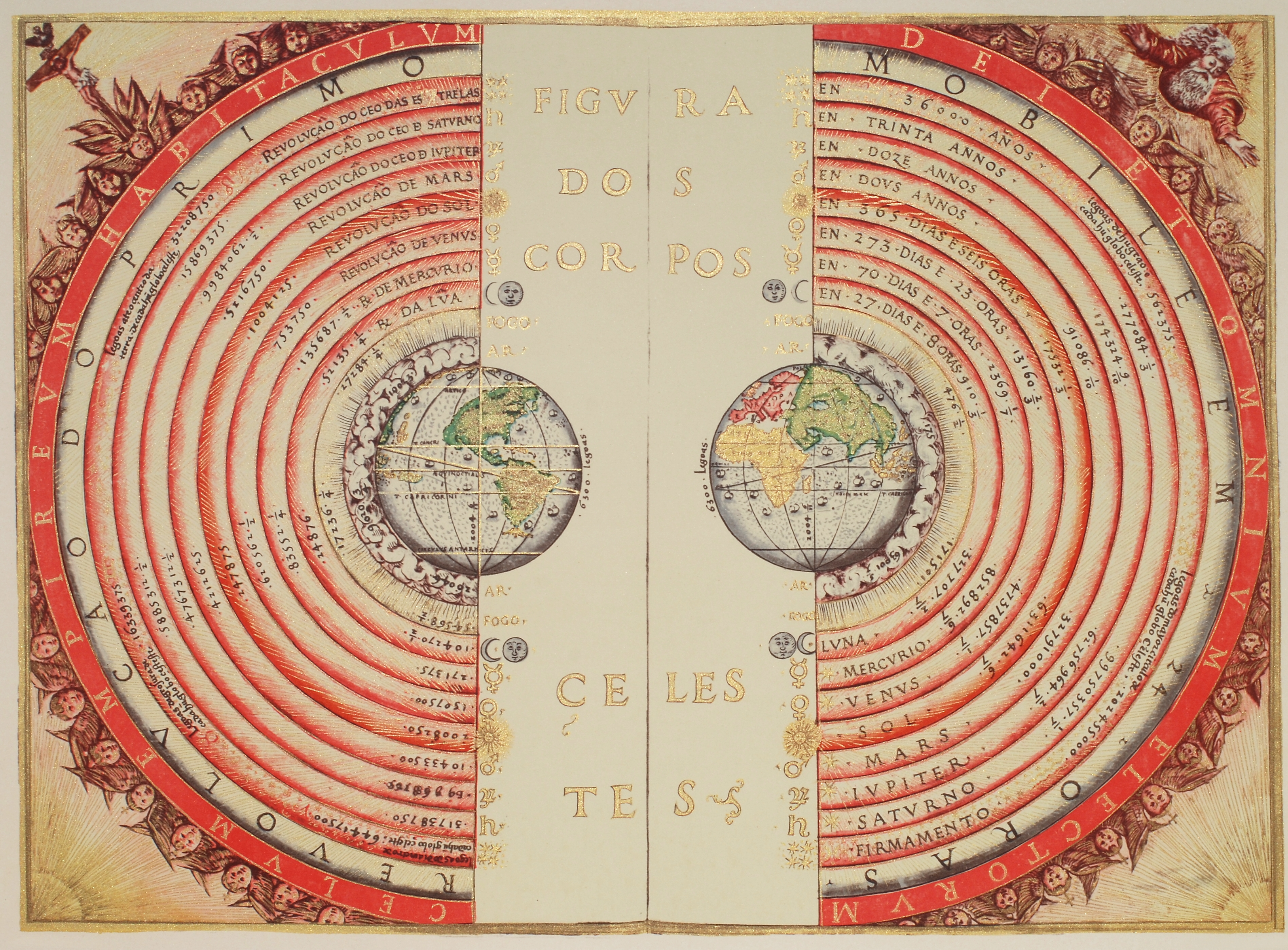
Figvra dos corpos celestes. 1568. Ilustración iluminada del modelo geocéntrico del universo de Ptolomeo, de acuerdo al cosmógrafo y cartógrafo portugués Bartolomeu Velho. Biblioteca Nacional de Francia, París.

Una de las características singulares del Tetrabliblos, entre los textos astrológicos de su periodo, es la medida en la que el primer libro no solo presenta los principios básicos de la astrología, sino que sintetiza y explica el razonamiento detrás de las asociaciones descritas, y a renglón seguido, con las de la filosofía aristotélica. Por ejemplo, el capítulo IV explica el «poder de los planetas» a través de sus asociaciones con las cualidades humorales creativas del calor o de la humedad, o las cualidades reductivas del frío y de la sequedad. Por lo tanto, Marte es descrito como un planeta destructivo por la asociación humoral con la sequedad excesiva, mientras que a Júpiter se le define como templado y fertilizante porque se le asocia a la moderada calidez y humedad. Estas asociaciones están basadas en las disposiciones de los planetas con respecto al Sol, tal y como se observan desde la perspectiva geocéntrica, por la que se miden sus órbitas, pues se toma como centro del universo a la Tierra.
Al unir estos principios aristotélicos con la filosofía frecuentemente empleada por Zenón de Citio y la de los pitagóricos, los tres capítulos siguientes disponen los planetas en pares de opuestos. Estos pueden ser benéficos, moderadamente cálidos o húmedos; o maléficos, excesivamente fríos o secos. También pueden ser masculinos o secos y femeninos o húmedos; activos o diurnos, adaptándolos a las cualidades del día y alineada con la naturaleza del Sol; pasivos o nocturnos, ajustándolos a las cualidades de la noche y alineada con la naturaleza de la Luna. Dado que estas condiciones humorales derivan de las configuraciones del Sol, el capítulo VIII describe cómo se modifican sutilmente de acuerdo con la fase del ciclo sinódico de cada planeta con el Sol.
En el capítulo IX se discute el «poder de las estrellas fijas». Aquí, en lugar de dar asociaciones humorales directas, Ptolomeo describe sus «temperaturas» como si fuesen las de los planetas que ya ha definido. Por lo tanto Aldebarán (del árabe: الدبران /al-dabarān/, ‘la que sigue’), llamada «la antorcha»; es descrita con «una temperatura como la de Marte», mientras que otras estrellas en el cúmulo abierto Híades son «moderada como la de Saturno y Mercurio». Al final del capítulo, Ptolomeo aclara que éstas no son sus propuestas, sino que son extraídas de fuentes históricas, siendo «las observaciones de los efectos de las estrellas mismas, como hicieron nuestros predecesores».

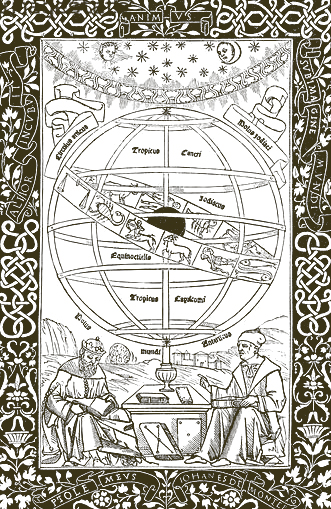
Ptolomeo instruye a Regiomontano bajo una imagen del zodíaco que rodea las esferas celestes. Frontispicio del Almagesto de Ptolomeo. Venecia, Italia. 1496.

En el capítulo X, regresa al tema humoral de manera más explícita, aclarando que el zodíaco está alineado con las estaciones del año y es tan expresivo del cambio de énfasis a través de la humedad, el calor, la sequedad y el frío, como ocurre en primavera, verano, otoño e invierno. De manera similar, los cuatro ángulos de la carta astral presentan un énfasis humoral asociado con los efectos de los cuatro vientos cardinales que soplan desde sus direcciones. El resto del libro I, hasta los dos últimos capítulos que se refieren a las fases planetarias y aplicaciones aspectuales; presenta las regencias, divisiones y configuraciones de los signos del zodíaco, la mayoría de las cuales están relacionadas con las definiciones astronómicas, los efectos estacionales, la física y la geometría. Los principios geométricos se utilizan para definir la calidad favorable o desfavorable de los aspectos astrológicos basados en la relación angular de planetas y signos con grados eclípticos.
En la época de Ptolomeo los límites del zodíaco estaban cerca de los de las constelaciones visibles cuyos nombres llevan; pero Ptolomeo demuestra la distinción teórica entre los dos marcos de referencia al describir el punto de partida del zodiaco como fijo, no a las estrellas sino al equinoccio vernal calculado matemáticamente. Esto determina el zodíaco tropical basado en las estaciones del cual toma su nombre en griego: τροπικός /tropikós/ ‘del giro’, porque está establecido por el giro de las estaciones y, al estar sometido a la precesión, experimenta una revolución lenta y gradual a través de las constelaciones visibles. Por la misma razón, los signos que marcan los puntos del sol en los solsticios de verano e invierno, Cáncer y Capricornio, son descritos como los signos tropicales, ya que estos son los lugares donde el sol «gira» su dirección en latitud celeste, definiendo así los círculos terrestres de latitud conocidos como el trópico de Cáncer y trópico de Capricornio.
Mientras que otros escritores astrológicos antiguos dieron su énfasis a la interpretación astrológica de tales definiciones; por ejemplo: al describir cómo los signos tropicales son indicativos de situaciones rápidamente cambiantes, el enfoque de Ptolomeo es notablemente diferente dado a los factores astronómicos y filosóficos que subyacen en las definiciones en lugar de su significado astrológico en la práctica. Ptolomeo explica que las definiciones del zodíaco no son las suyas sino que presentan «los caracteres naturales de los signos zodiacales, como han sido transmitidos por tradición». Su enfoque encuentra una expresión elegante en la que demuestra la lógica de los arreglos esquemáticos, como los principios filosóficos detrás del domicilio planetario de los signos; pero se observa que transmite el desprendimiento con respecto a los elementos de la astrología que no son tan obviamente plausibles. Esto puede ser visto por la forma en que Ptolomeo evita entrar en detalles sobre las facetas de la astrología que dependen de asociaciones mitológicas o simbólicas y de cómo está dispuesto a delinear el razonamiento detrás de las propuestas astrológicas en conflicto sin revelar ninguna preferencia personal por uno u otro esquema.
Algunos comentaristas han visto el enfoque comparativamente desapasionado de Ptolomeo hacia puntos de disputa astrológica como razón para suponer que estaba más interesado en los principios teóricos que en la práctica real de la astrología. Por otro lado, el tono objetivo que marca su estilo; su afirmación de que el tema es natural, por lo cual no hace alguna exigencia de juramentos de secreto a sus estudiantes como lo hacían algunos de sus contemporáneos; y la forma en que muestra una respetuosa referencia a puntos de vista alternativos sin vilipendiar a autores cuyas prácticas pueden deferir de las suyas, ayudaron a asegurar la reputación histórica del texto como un intelectual superior. El erudito de los estudios clásicos Mark Riley, planteó estos puntos en su evaluación de que Ptolomeo abordó el tema de la astrología con exactamente la misma inclinación teórica que aplicó a la astronomía, la geografía y las otras ciencias de las que escribió. Este estilo distintivo de enfoque, llevó a Riley a concluir: «El respeto mostrado a la obra de Ptolomeo por todos los astrólogos posteriores se debió, no a su utilidad para el practicante, sino a su síntesis magistral de la astrología y la ciencia».

## Libro II: astrología mundana
El libro II presenta el tratado de Ptolomeo sobre la astrología mundana. Aquí ofrece una revisión completa de los estereotipos étnicos, los eclipses, significado de los cometas y de las lunaciones estacionales; tal y como se utilizan en la predicción de la economía nacional, guerras, epidemias, desastres naturales y patrones climáticos. Ningún otro texto antiguo superviviente ofrece un relato comparable de este tema, en términos de amplitud y profundidad de detalle, como el ofrecido por Ptolomeo. Aunque no se dan ejemplos demostrados, escribe con autoridad en esta rama de su asignatura, lo que sugiere que era de particular interés para él. Los comentaristas modernos han observado que Ptolomeo estaba «adoptando conscientemente un enfoque diferente» para contrastarlo «con los métodos “antiguos”, infinitamente complicados».
Ptolomeo comienza declarando que ha repasado brevemente los principios importantes y ahora desarrollará los detalles de la astrología en el orden apropiado. Su punto es que la evaluación astrológica de cualquier individuo «particular» debe descansar en el conocimiento previo del temperamento «general» de su tipo étnico, y que las circunstancias de las vidas individuales están subsumidas, hasta cierto punto, dentro del destino de su comunidad.
El segundo capítulo da una amplia generalización de cómo se desarrollan las diferencias genéticas entre los habitantes de diversos climas, una demarcación basada en la latitud. Las comunidades que viven cerca del ecuador, por ejemplo, son descritas como: pieles negras, tallas pequeñas, pelo grueso y lanudo; como una respuesta protectora al calor ardiente de esa ubicación. Por el contrario, las comunidades que se han asentado en las regiones altas del norte, son definidas por su ambiente más frío y por su mayor proporción de humedad. Sus formas corporales son más pálidas, más altas, con el pelo más fino, y en sus características se les describe como «algo fríos en naturaleza». Ambos tipos son descritos como carentes de civilización debido a los extremos de su entorno, mientras que las comunidades que viven en regiones templadas son de coloración media, estatura moderada y disfrutan de un estilo de vida más equilibrado. Las diversas regiones son definidas de similar manera en función de la mezcla que surge dentro de este tipo de análisis. Ptolomeo explica que tales reflexiones solo se tratan sumariamente, como una consideración de fondo para lo que sigue. También deja en claro que tales rasgos deben encontrarse «generalmente presentes, pero no en cada individuo».

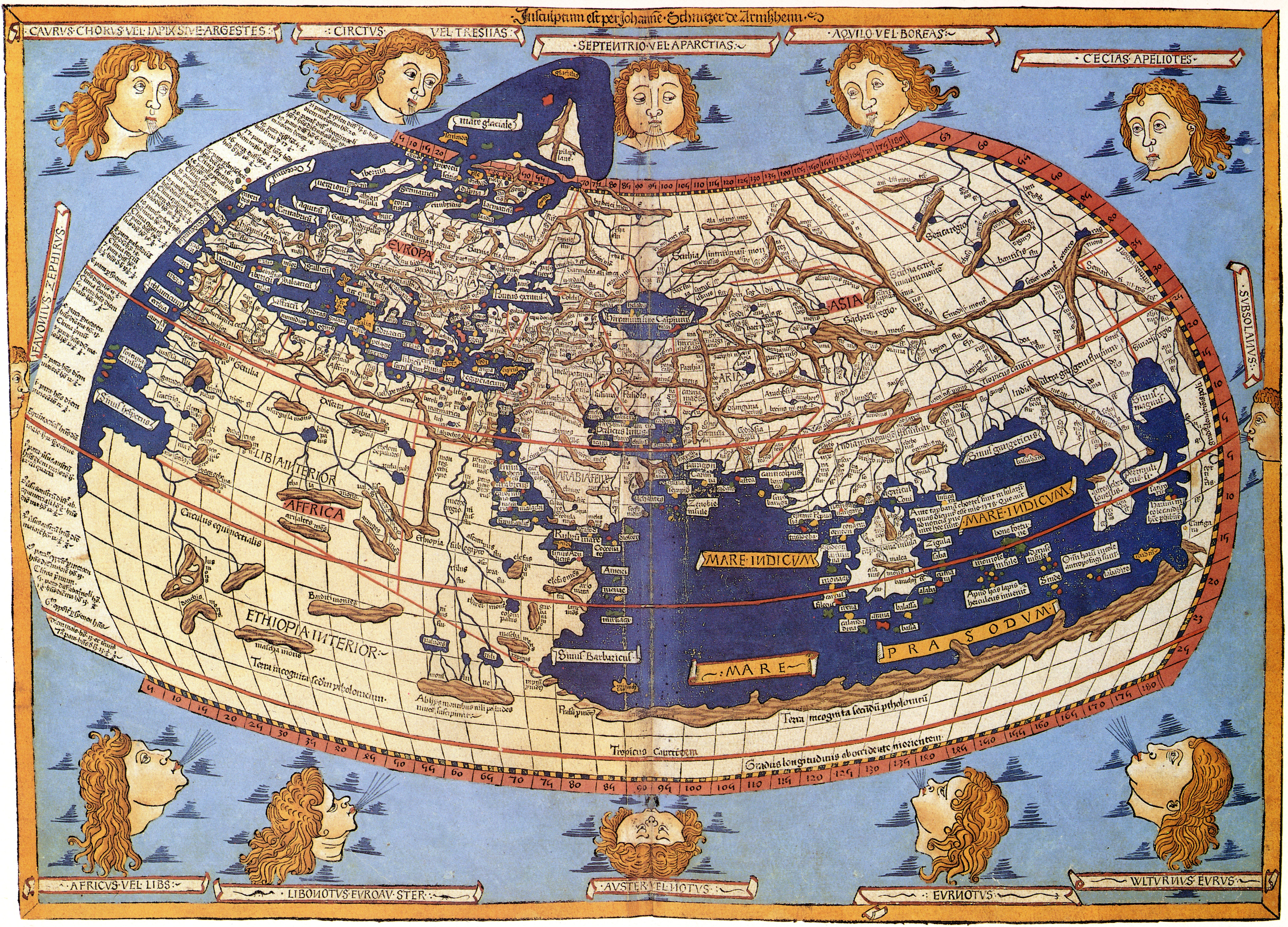
Mapamundi por Leinhart Holle; edición de 1482 con enmiendas de Nicolaus Germanus a la traducción latina de 1406 de Jacobus Angelus de finales del de Maximus Planudes quien redescrubió manuscritos griegos de la Geographia de Ptolomeo del.

En el capítulo III Ptolomeo une sus intereses en la astrología y en la geografía, para esbozar las asociaciones astrológicas de «nuestro mundo habitado». Los mapas basados en la Geographia de Ptolomeo muestran esta definición del mundo habitado como, aproximadamente, extendiéndose desde el ecuador hasta la latitud 66° N., cubriendo la masa de la tierra entre el océano Atlántico y el mar de China Oriental. Ptolomeo extiende la lógica dada en los textos de la antigua Babilonia, en los que las cuatro partes del mundo conocido se corresponden a la estructura de las cuatro triplicidades del zodíaco. La atribución está basada en la asociación entre los planetas que gobiernan las triplicidades, las direcciones y los vientos de aquellos planetas que están asociados a estas influencias. Por ejemplo, la «triplicidad de Aries», la cual incluye a Leo y a Sagitario; está dominada principalmente por Júpiter y asistida por Marte. Júpiter gobierna el viento del norte y Marte el del oeste; por lo tanto, esta triplicidad rige el cuarto noroccidental del «mundo habitado» de Ptolomeo: el área conocida como Europa.
Nuevamente, estas divisiones son generales y el gobierno específico de cada nación es modificado por la ubicación y las distinciones culturales observadas. Por ejemplo, en Europa, solo a las regiones situadas en los extremos del noroeste son atribuidas plenamente a Júpiter y a Marte, ya que aquellas que se encuentran hacia el centro del área habitada se inclinan hacia la influencia de regiones opuestas. De esta manera, la «región habitada» experimenta una deriva de la correspondencia astrológica en lugar de marcados repartos de sus cuartos, y las naciones independientes están afiliadas de diversas formas a los signos de cada triplicidad y a los planetas que las gobiernan. Ptolomeo menciona a Gran Bretaña y a España como dos naciones colocadas apropiadamente en el cuarto noroeste como para aceptar el gobierno de Júpiter y de Marte. Dichas naciones son descritas como «independientes, amantes de la libertad, aficionadas a las armas y trabajadoras», basándose en las características atribuidas a esos planetas. Estando predominantemente gobernadas por planetas masculinos, también son «carentes de pasión por las mujeres y miran con desdén a los placeres del amor». Las características observadas influyen en su categorización de Gran Bretaña como teniendo una afinidad más estrecha con Aries y Marte, por lo que «en su mayor parte sus habitantes son más feroces, más testarudos y bestiales»; mientras que España, dice, que está más sujeta a Sagitario y a Júpiter, lo cual se evidencia en «su independencia, sencillez y amor a la limpieza».
Aunque Ptolomeo describe su análisis como una «breve exposición», el capítulo se constituye de una extensa asociación entre planetas, signos del zodíaco y las características culturales de 73 naciones. Concluye con tres afirmaciones adicionales que actúan como principios básicos de la astrología mundana:
1. Cada una de las estrellas fijas tiene familiaridad con los países atribuidos al signo de su levantamiento eclíptico.
2. El tiempo de la primera fundación de una ciudad o nación, puede ser utilizado de manera similar a la de un horóscopo individual, para establecer astrológicamente las características y experiencias de esa ciudad o nación. Las consideraciones más importantes son las regiones del zodiaco que marcan el lugar del Sol y la Luna y los cuatro ángulos de la carta, en particular el ascendente.
3. Si no se conoce el tiempo de la fundación de la ciudad o nación, puede tomarse el horóscopo de quien ocupa el gobierno o es rey en ese momento, y prestar atención al medio cielo natal del gobernante.[85]

### Uso de eclipses
El resto del libro muestra cómo debe ser usada esta información en la predicción de eventos mundanos. El foco se le da a los eclipses, como la «primera y más potente» causa de cambio, complementada por el examen de las «estaciones» de los planetas superiores: Saturno, Júpiter y Marte. Aunque los eclipses son considerados relevantes para cualquier nación afiliada a los signos del zodíaco en los que se producen, el escrutinio de Ptolomeo está reservado para las regiones en donde son visibles, pues sostiene que es allí en donde se manifestarán los efectos más notablemente. El período de obscurecimiento determina la resistencia al efecto, así cada hora proporciona años durante un eclipse solar y meses durante uno lunar. La localización del eclipse con relación al horizonte se utiliza, entonces, para juzgar si los efectos son más frecuentes al inicio, al medio o al final del período; con tiempos de intensificación determinados por los grados en los que ocurren los contactos planetarios con el grado del eclipse.

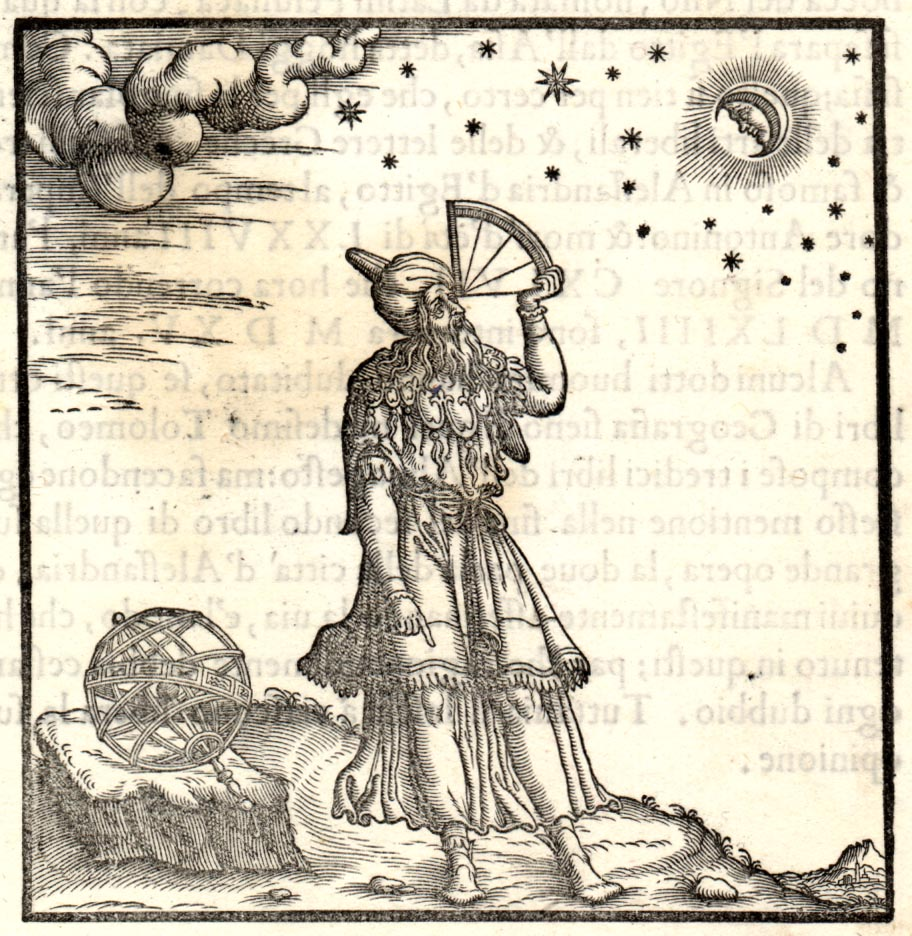
Representación de Ptolomeo empleando un cuadrante, hecha por Giordano Zilett. Clavdio Tolomeo principe de gli astrologi, et de geografi. 1564.

En el capítulo VII comienza la revisión sobre qué tipo de evento se manifestará. Esto se juzga por el ángulo del horizonte que precede al eclipse en el horóscopo para la ubicación geográfica bajo escrutinio y el o los planetas que dominan este ángulo por regencia y por potentes conexiones aspectuales. Dependerá de la condición de estos planetas si el efecto predicho es beneficioso o destructivo, mientras que el tipo de manifestación es juzgado por los signos del zodíaco, las estrellas fijas y constelaciones involucradas. La predicción resultante es de relevancia para las naciones, pero Ptolomeo señala que ciertos individuos son más resonantes a los efectos que otros; es decir, si el grado del Sol o de la Luna en sus cartas astrales es idéntico a la grado del eclipse, o al grado directamente opuesto a él.
Ptolomeo explica en su Almagesto que tuvo acceso a documentos que registran eclipses desde el comienzo del gobierno del rey Nabonasar (747 a. C.) los cuales se extienden durante 900 años. En el capítulo IX del Tetrabiblos, Ptolomeo muestra su conocimiento de la sabiduría babilónica que acompañaba aquellos registros al detallar los presagios basados en los fenómenos visuales. Los colores de los eclipses y «las formaciones que se producen cerca de ellos, tales como varillas, halos y similares» son consideradas junto con el significado astrológico de los cometas, en el caso de que tomen la forma de «vigas, trompetas, jarros y similares». El significado se deriva de su posición relativa al Sol y de la evaluación de «las partes del zodiaco en las que aparecen sus cabeceras y por las direcciones hacia las que apuntan las formas de sus colas». Cabe señalar aquí que Ptolomeo utilizó principios que quedan fuera de la lógica pura teórica que presentó en el libro I, siendo explicable únicamente en términos de la tradición mitológica y de presagio heredados de fuentes antiguas. También defiende la naturaleza subjetiva del análisis involucrado, afirmando que sería imposible mencionar el resultado apropiado de toda esta investigación, que requiere de la empresa e ingenio del astrólogo que hace el juicio.
Los capítulos restantes del libro II, están dedicados a los asuntos meteorológicos. En el capítulo X se especifica que la Luna nueva o llena que precede a la entrada del Sol en Aries, puede ser utilizada como punto de partida para las investigaciones sobre los patrones climáticos del año. La lunaciones que preceden a la entrada del Sol en cualquier otro signo equinoccial y de solsticio, como Cáncer, Libra y Capricornio; también pueden ser utilizadas para las preocupaciones estacionales, y dentro de estas «investigaciones mensuales» se dan detalles más particulares basados en las lunaciones y en las conjunciones planetarias. Los efectos meteorológicos registrados en las estrellas fijas son discutidos sistemáticamente, concluyendo con la relevancia de los fenómenos celestes generalmente observados, tales como estrellas fugaces, formas y configuraciones de las nubes y el arco iris. Se espera que estas consideraciones finales añadan detalles localizados a la exploración original de los ciclos de los eclipses. El punto de Ptolomeo a lo largo de este libro es que los horóscopos de esta naturaleza no pueden ser juzgados aisladamente, sino que deben ser entendidos dentro del patrón de los ciclos a los que pertenecen, y donde haya fuertes conexiones entre los puntos del grado involucrados, ya que:
| En todos los casos [...] uno debe diseñar sus conclusiones basándose en el principio de que la causa subyacente universal y primaria tiene precedencia, y que la causa de los acontecimientos particulares es secundaria a ella; y que la fuerza está más asegurada y fortalecida cuando las estrellas, que son las señoras de la naturaleza universal, están configuradas con las causas particulares. |

Se espera del astrólogo que posea los conocimientos y la conciencia de los ciclos mundanos que delinean los principios de fondo en el horóscopo personal. Ptolomeo cierra este libro con la promesa que en el próximo suministrará «con el orden debido» el procedimiento que permite las predicciones basadas en las cartas astrales de los individuos.

## Libro III: horóscopos individuales (influencias genéticas y predisposiciones)

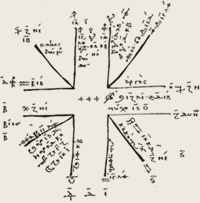
Reproducción bizantina de un horóscopo griego atribuido al filósofo Eutocio; 479 a. C.

Los libros III y IV exploran lo que Ptolomeo denomina «el agente genetlialógico»: la interpretación de un horóscopo levantado para el momento del nacimiento de una persona. Explica que hay varios ciclos de vida a ser considerados, pero el punto de partida para toda investigación es el momento de la concepción o el nacimiento. El primero, «la génesis de la semilla», permite conocer los acontecimientos que preceden al nacimiento, y el segundo «la génesis del hombre» es «más perfecto en potencialidad» porque cuando el niño sale del útero y llega «ante la luz de la conformada apropiadamente en los cielos» se establecen el temperamento, la disposición y la forma física del cuerpo. Los dos momentos son descritos como vinculados por un «poder causativo muy similar», de modo que la simiente de la concepción toma forma independiente en un momento astrológicamente adecuado, por el cual el impulso de dar a luz se produce bajo una «configuración de tipo similar a la cual gobernó la detallada formación del niño en primer lugar». El capítulo II continúa este tema al discutir la importancia de calcular el grado exacto del ascendente al nacer, la dificultad de registrar el tiempo local con la suficiente precisión como para establecerlo y los métodos disponibles para rectificarlo. Es decir, asegurarse que la carta es correcta.
El capítulo III describe cómo el análisis del horóscopo es dividido en predicciones de:
1. Esenciales: cualidades genéticas establecidas antes del nacimiento, tales como las influencias familiares y paternales.
2. Aquellas que se conocen al nacer, como el sexo del niño y los defectos de nacimiento, y;
3. Aquellas que solo pueden ser conocidas después del nacimiento; como la duración de la vida, la calidad de la mente, las enfermedades, el matrimonio, los hijos y las fortunas materiales.

Ptolomeo explica el orden en el que cada tema se convierte en relevante, y lo continúa en su arreglo de los temas presentados en los capítulos restantes de los libros III y IV.
En primer lugar, trata de los asuntos prenatales, cubriendo a los indicadores astrológicos de los padres en el capítulo IV y a los hermanos en el capítulo V. Luego se ocupa de los asuntos «directamente relacionados con el nacimiento», explicando cómo juzgar cuestiones tales como: si el bebé será hombre o mujer (cap. VI); si el parto producirá gemelos o múltiples frutos (cap. VII); y si implicará defectos físicos o formas monstruosas, y de ser así, si están acompañadas de deficiencia mental, notabilidad u honor (cap. VIII).
La exploración de las preocupaciones posnatales comienza en el capítulo IX con una revisión de los factores astrológicos que ocurren cuando los niños no son criados. Esto considera las condiciones de los partos y bebés que parecen «medio muertos» o aquellos que han quedado a su suerte, incluyendo si hay posibilidad de que puedan ser tomados por vivos. El capítulo X detalla las técnicas para establecer la duración de la vida en circunstancias normales. Este es un paso importante y extenso del capítulo, cuyas técnicas requieren detalles astronómicos precisos y un conocimiento avanzado de técnicas de progresión complejas. Jim Tester comentó cómo Ptolomeo entra en un nivel inusual de detalle en una seriedad que el historiador francés Bouché-Leclercq describió como «la principal tarea de la astrología, la operación considerada más difícil por los practicantes; y como la más peligrosa y condenable por sus enemigos». Tal predicción implica habilidad judicial, así como maestría matemática ya que varios períodos «destructivos» pueden ser identificados pero contrarrestados por otras influencias astrológicas protectoras, dando como resultado períodos de peligro o enfermedad que no conducen a la muerte. Esto es seguido en el capítulo XI, por los principios astrológicos de los que se hace el juicio de la apariencia corporal y el temperamento. Las indicaciones planetarias siguen la lógica de sus asociaciones humorales, de modo que Júpiter, asociado al calor y a la humedad, otorga una combinación humoral que promueve el crecimiento; da gran tamaño a la forma corporal. Puesto que esto define, hasta cierto punto, la predisposición hacia aflicciones corporales, hay un flujo natural en torno al contenido del capítulo XII, que se centra en los indicadores astrológicos relacionados con lesiones y enfermedades. Se dan los detalles de asociaciones planetarias con órganos y funciones corporales, como Saturno que gobierna el bazo y Júpiter a los pulmones. Jim Tester señaló que varias listas de este tipo existen «en general, más o menos de acuerdo».
El tercer libro concluye con una discusión en los capítulos XIII y XIV de lo que se describe como una faceta «ampliamente omitida» de la doctrina de Ptolomeo: la «psicológica» que se refiere a la cualidad del alma o psique. El historiador Nicholas Campion ha discutido las raíces de la noción de que los reinos celestiales y psicológicos están conectados, que se remontan al siglo VI a. C., y en el caso de Ptolomeo presentan una mezcla de filosofía aristotélica y estoica, descansando en la visión platónica de que «viene de los cielos», que explica «cómo el carácter humano viene a ser determinado por los cielos».
Para Ptolomeo el alma incluye la facultad del razonamiento consciente, que es irracional y atribuido a la condición de Mercurio, y los elementos subconscientes e inconscientes de la mente, la «parte sensorial e irracional», que es sensible es atribuida a la condición de la Luna. Estos dos capítulos hacen un análisis de los impulsos instintivos y de las inclinaciones morales, preocupándose más por los motivos psicológicos y por la expresión conductual que por el temperamento físico descrito en el capítulo XI. Las enfermedades del alma son definidas como «afecciones totalmente desproporcionadas y patológicas», las cuales incluyen: la locura, la incapacidad de ejercer moderación o control, la inestabilidad de las emociones, la sexualidad depravada o desmesurada, las perversiones mórbidas y las violentas aflicciones de las partes de la intelectual y pasiva de la mente. Las explicaciones astrológicas están principalmente relacionadas con la influencia de los planetas destructivos que también están en configuraciones difíciles con Mercurio y el Sol o la Luna, o el planeta asociado con el impulso psicológico; por ejemplo, Venus, en materia de sexualidad. Campion ha señalado que estas asociaciones planetarias con cualidades psicológicas no son originales de Ptolomeo, pues están presentes en el Corpus hermeticum que estaba en circulación en Alejandría en el momento en el que Ptolomeo compiló su texto.: 254 
Dentro de este libro, Ptolomeo ha estudiado todos los temas que se relacionan con las cualidades internas, los patrones genéticos, las predisposiciones y las tendencias naturales presentes desde el nacimiento. Su exploración de los horóscopos individuales continúa en el libro IV, la única distinción de contenido es que los temas posteriores se relacionan con asuntos materiales y con experiencias de la vida; lo que Ptolomeo refiere como «accidentes externos».

## Libro IV: horóscopos individuales (accidentes externos)

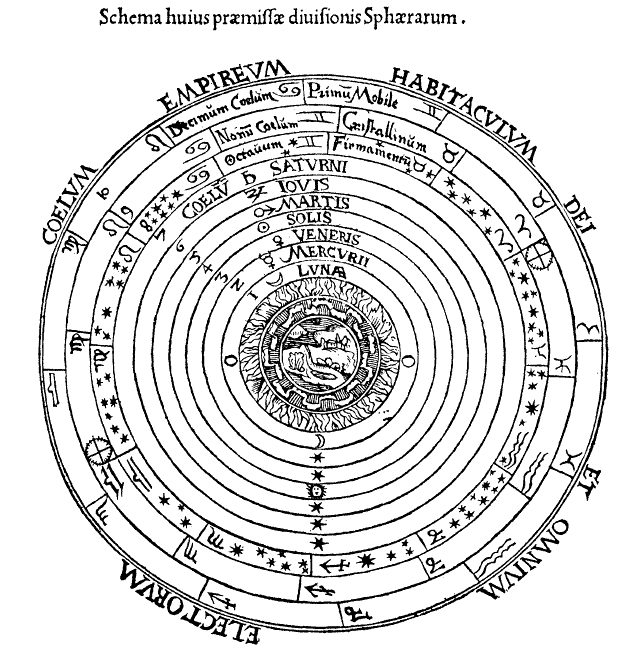
Las esferas celestes geocéntricas de Ptolomeo; Cosmographia (1539)

El libro IV es presentado con una breve introducción para reafirmar la disposición del contenido como se describió anteriormente. Comienza con los tema de riqueza y honor. Dijo Ptolomeo: «así como la fortuna material está asociada con las propiedades del cuerpo, así el honor pertenece a las del alma». El capítulo II, sobre la riqueza material, emplea el «llamado porción de la Fortuna», aunque la instrucción de Ptolomeo entra en conflicto con la de muchos de sus contemporáneos al afirmar que para su cálculo «debemos medir en el horóscopo la distancia del Sol a la Luna, tanto en los nacimientos diurnos como nocturnos». La reputación de Ptolomeo aseguró que este enfoque de cálculo fuese adoptado por muchos astrológos medievales y renacentistas posteriores; aunque ahora se comprende que la mayoría de los astrólogos helenísticos invirtieron la fórmula del cálculo para los nacimientos nocturnos. Es notable que en su discusión «de la Fortuna y su dignidad», en el capítulo 3, Ptolomeo no hace referencia a la porción del espíritu o daimón, que normalmente se utilizaba como la contrapartida espiritual a la riqueza material y a la felicidad asociada con la «porción de la Fortuna». Esto es visto como una demostración de su aversión general, declarada en el capítulo 3 del libro III, a las «porciones y números de los cuales no puede darse una explicación razonable».
El capítulo siguiente, cuyo título est traducido por Robbins como «De la calidad de la acción», se refiere a las inclinaciones profesionales y a los indicadores de avance o declive de la carrera. Esto es seguido por el tratamiento del matrimonio en el capítulo V, que se refiere principalmente a la Luna en la carta astral de un hombre para describir a su esposa, y al Sol en la carta de una mujer para describir a su marido. Aquí Ptolomeo muestra el empleo de la técnica astrológica conocida como sinastría, en la que las posiciones planetarias de dos horóscopos seperados se comparan entre sí para obtener indicaciones de relación armoniosa o enemistosa.
Los siguientes cuatro capítulos completan la inspección de los temas natales, tratando con las materias sobre los niños (cap. VI), amigos y enemigos (cap. VII), los peligros de los viajes al extranjero (capt. VIII) y la calidad o el tipo de muerte (cap. IX), en contraposición al momento de la muerte considerado en el libro III capítulo X.
El capítulo fina de la obra es descrito como «muy curioso» para la introducción de un tema aparte al final del libro. Esto hace referencia a las «siete edades del hombre», que Ptolomeo mencionó brevemente en el libro III, capítulo I, como un asunto que varía el énfasis de las configuraciones astrológicas de acuerdo con el tiempo en que ocurren en la vida: «predecimos los eventos que vendrán en momentos específicos y varían en grado, siguiendo las llamadas edades de la vida». Su argumento es que, al igual que un astrólogo debe considerar las diferencias culturales «para que no equivocarse en la asignación apropiada de las costumbres, por ejemplo: confundir el matrimonio de un italiano con una de sus hermanas, en vez de decirlo de un egipcio como debería. También es necesario considerar la etapa de la vida en la que ocurren los acontecimientos astrológicos importantes; para asegurarse de que la predicción «armonice esos detalles que se contemplan en términos temporales con lo que es adecuado y posible para las personas en las diversas edades» y evitar las predicciones fuera de contexto, como un inminente matrimonio para un niño pequeño, o «el nacimiento de un hijo o cualquier otra cosa que encaje para hombres más jóvenes que para un hombre extremadamente viejo». Esto conduce a una discusión de los temas planetarios de las siete edades de la vida en las que:
| [...] por la semejanza y la comparación dependen del orden de los siete planetas; comenzando con la primera edad del hombre y con la primera esfera nuestra, es decir, la de la Luna; y termina con la última de las edades y la más externa de las esferas planetarias, cuyo nombre es la de Saturno. |

La información de este pasaje puede ser resumida como sigue:
| Símbolo | Planeta  | Periodo            | Años               | Edad             | Tema planetario                                                                                |
| ☽       | Luna     | Primeros 4 años    | 0–3                | Primera infancia | Flexibilidad, crecimiento, variabilidad, nutrición del cuerpo.                                 |
| ☿       | Mercurio | Siguientes 10 años | 4–14               | Infancia         | Desarrollo de la inteligencia, elocuencia, destreza física y mental.                           |
| ♀       | Venus    | Siguientes 8 años  | 15–22              | Juventud         | Impulso hacia el amor y la sexualidad, pasión ardiente, astucia.                               |
| ☉       | Sol      | Siguientes 19 años | 23–41              | Adultez temprana | Responsabilidades, ambición, sustancia, decoro, abandono de la juguetonería.                   |
| ♂       | Marte    | Siguientes 15 años | 42–56              | Adultez          | Gravedad, realización de la flor de la vida, trabajar para completar los objetivos de la vida. |
| ♃       | Júpiter  | Siguientes 12 años | 57–68              | Madurez completa | Cumplimiento, jubilación, independencia, dignidad, deliberación, honor.                        |
| ♄       | Saturno  | Años restantes     | 69–hasta la muerte | Vejez            | Frialdad, debilidad, declive, impedimentos, desaliento.                                        |

El libro termina con una breve discusión sobre los ciclos astronómicos y simbólicos utilizados en la predicción de los eventos cronometrados, la cual incluye una mención de direcciones primarias, progresiones anuales, ingresos, lunaciones y tránsitos.
El traductor F. E. Robbins, quien hizo la traducción al inglés en 1940 para la Loeb; informó sobre un «problema desconcertante» con respecto al último párrafo del libro. Un grupo de manuscritos o se ha dejado sin incluir o se ha suministrado un texto que coincide con una Paráfrasis anónima de la obra, especulativamente atribuida a Proclo; el otro presenta un texto que es idéntico en contenido general, pero más largo, de acuerdo con los manuscritos que fueron transmitidos a través de las traducciones árabes. Robbins consideró cierto que el final que coincide con el texto de la paráfrasis es espurio. Robert Schmidt, el traductor inglés de la última edición del Project Hindsight, está de acuerdo con su preferencia, afirmando que el texto de este último «suena más ptolemaico, en términos generales».
Robbins explicó que la falta de un final, generalmente ocurre cuando los libros antiguos se compilaban en forma de códice en lugar de rollo. Dado que la edición parafraseada del Tetrabiblos tenía por objeto presentar el significado de la obra sin el propio estilo complicado de construcción de texto de Ptolomeo, Robbins dijo que «no puede concebir cómo alguien, excepto tal vez Ptolomeo; pudiese haber invertido el proceso y desarrollarlo en el tortuoso e indescifrable griego tardío en vez del lenguaje relativamente simple de los primeros helenos». Por lo tanto, ofrece ambas versiones del final, mientras que lleva su apoyo a lo que se encuentra en la versión árabe del texto. Esto hace que el libro concluya con Ptolomeo declarando: «ya que el tema de las natividades se ha revisado sumariamente, sería bueno llevar este procedimiento, también, a un ajuste de cierre».

## Ediciones y traducciones

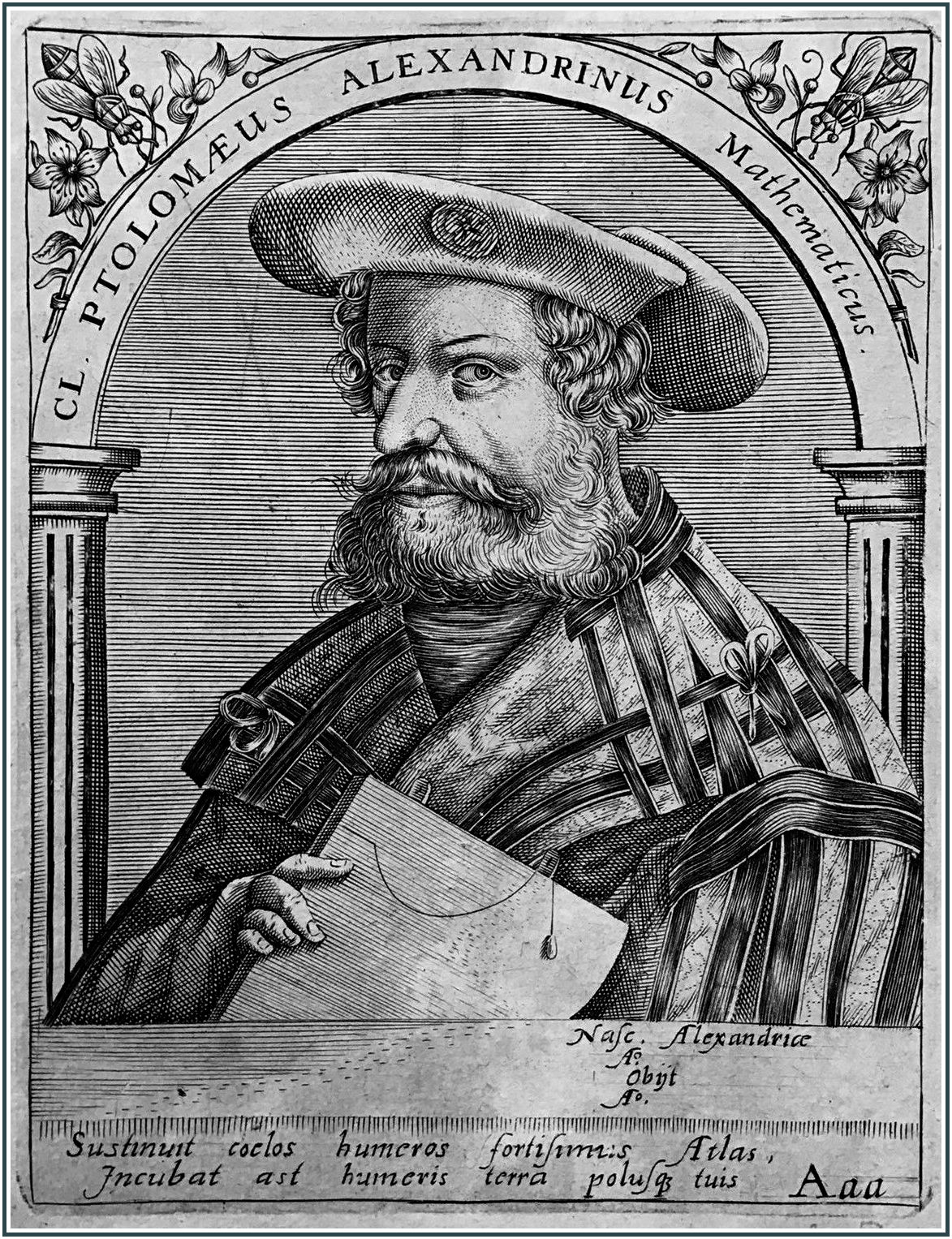
Ptolomeo según lo imaginó Theodor de Bry en este grabado en madera del. En la leyenda se lee: «Sustinuit caelos humeros fortisimus Atlas; Incubat ast humeris terra polusque tuis» ‘El fortísimo Atlas sobre sus hombros sostuvo al mundo; pero sobre los tuyos se alojan la tierra y su polo’.

No han sobrevivido los manuscritos originales del texto; sus contenidos son conocido gracias a las traducciones, fragmentos, copias parafraseadas, comentarios y manuscritos griegos posteriores. La investigadora astrológica Deborah Houlding sugiere, en un análisis de cómo los puntos específicos coinciden o varían entre las diferentes ediciones; que las áreas de detalles conflictivos se han visto afectadas por tres corrientes principales de transmisión: los manuscritos que han pasado a través de la traducción árabe; aquellos basados en una edición parafraseada; y los manuscritos que datan de cuatro siglos más tarde que los de los árabes, pero que no han sufrido traducciones al griego.

### Traducciones árabes
El manuscrito más antiguo es una traducción al árabe compilada en el siglo IX d. C. por Hunayn ibn Ishaq. Esta fue traducida primero al latín en Barcelona por Platón de Tívoli en 1138 y llegó a ser influyente como la primera introducción completa del trabajo astrológico de Ptolomeo en la Europa medieval. De estas, sobreviven al menos nueve manuscritos y cinco impresiones renacentistas.
Otras traducciones latinas, hechas utilizando fuentes árabes, incluyen un trabajo anónimo e inédito, compilado en el 1206 y otro en el siglo XIII d. C. por Egidio Tebaldi, conocido también como Aegidius de Thebaldis. Por lo general, las traducciones latinas hechas desde textos árabes fueron distribuidas con un comentario compliado por Ali ibn Ridwan «Haly» en el siglo XI d. C..
La traducción de Egidio de Tebaldi fue publicada por primeravez por Erhard Ratdolt en 1484 junto con el comentario de «Haly» y junto a una lista «cuasiptolemaica» de aforismos conocidos como el Centiloquium. Esto ha sido descrito como «la creación de las prensas italianas de finales del siglo XV d. C..

### Ediciones basadas en paráfrasis
Una paráfrasis griega anónima es especulativamente atribuida al filósofo Proclo del siglo V d. C.. A menudo es referida como la Paráfrasis de Proclo aunque su autenticidad es cuestionable, siendo descrita como «muy dudosa» por el profesor universitario alemán Stephan Heilen. El contenido de la paráfrasis es cercano al de los manuscritos del Tetrabiblos pero utiliza texto simplificado con el objetivo de proporcionar lo que Heilen llama «una versión más fácil de entender de la complicada obra original».
No existe una edición moderna crítica de este texto. El manuscrito más antiguo se remonta al siglo X d. C. y se encuentra en la Biblioteca Apostólica Vaticana (Ms. Vaticanus gr. 1453, S. X., ff. 1–219).: 269  Parte del texto de la paráfrasis fue publicado con una traducción latina y prefacio de Philipp Melanchthon en Basilea en 1554; pero esta no fue ampliamente difundida.: 265  Una reproducción completa con una traducción al latín acompañante fue elaborada hacia el 1630 por el erudito vaticano León Alacio «para su propia satisfacción privada» y esta fue publicada por los cajistas de la casa Elzevir de Leiden en 1635; aparentemente sin conocimiento o consentimiento de Alacio.
La traducción al latín de Alacio fue utilizada como la fuente de todas las traducciones inglesas del Tetrabiblos antes de la edición de Robbins de 1940.: 266  Estas incluyen traducciones hechas por John Whalley (1701); la edición corregida Whalley hecha por Ebenezer Sibly y su hermano (1786); J. M. Ashmand (1822); James Wilson (1828); y otros manuscritos de circulación privada del siglo XIX d. C. como el de John Worsdale.

### Manuscritos griegos
Aunque no quedan copias del manuscrito original de Ptolomeo, hay otras obras antiguas como la Apotelesmática I de Efastio de Tebas, que describe o reproduce algunos de sus pasajes. Estos fueron utilizados para ayudar a verificar las áreas de contenido en disputa.: 275 
El manuscrito griego más antiguo y bastante completo del texto, en lugar de la edición parafraseada hecha de él; está fechado en el siglo XIII d. C.. Dos o tres otros datan del siglo XIV d. C., pero la mayoría se remonta a los siglos XV y XVI En la «Introducción» de la traducción hecha en 1940 por Frank Eggleston Robbins, informa de la existencia en las bibliotecas europeas de al menos 35 manuscritos que contenían la totalidad o una gran parte del Tetrabiblos.
La primera edición impresa fue hecha en 1535 acompañada de una traducción al latín del erudito clásico alemán Joachim Camerarius. La cual fue reimpresa en 1553 y es «notable por ofrecer la primera traducción al latín basada en una fuente griega en lugar de una árabe.: 269  Robbins anotó los números de página de la edición de 1553 del texto en griego para enfrentarlo a su traducción al inglés, afirmando: «Mis arreglos han sido hechos contra la segunda edición de Camerarius, porque hasta ahora éste ha sido el texto modelo y era lo más conveniente».
También en 1940 en Alemania fue publicada una edición crítica en griego fue publicada por la biblioteca Teubneriana, basada en la obra inédita de Franz Boll que fue completada por su estudiante Emilie Boer. Robbins lamentó no haber podido hacer referencia a esto en la preparación de su traducción al inglés.
En 1944, la edición conjunta, Boll y Boer, se convirtió en la base de una traducción inglesa serializada por Robert Schmidt, publicada por el Project Hindsight. El prefacio del traductor era crítico de la comprensión de Robbins sobre algunas de las «cuestiones conceptuales implicadas» y discutió la necesidad de una nueva traducción inglesa que reconociera la «superioridad probable del texto de la Teubneriana editado por Boll y Boer en 1940».
La más reciente edición crítica del texto en griego fue hecha por el profesor alemán Wolfgang Hübner y publicada por la Teubneriana en 1988. Está basada en 33 manuscritos completos y 14 parciales, Hübner también incorporó las notas inéditas de Boer y el razonamiento dado en las ediciones de Robbins y en las de Boll y Boer.: 273  La edición de Hübner es considerada ahora una autoridad. El comentario de un revisor de The classical review declaró que «es evidente el progreso con respecto a las ediciones anteriores en prácticamente todas las páginas».

## Textos asociados

### Comentarios
Además del comentario árabe sobre el Tetrabiblos de Ali ibn Ridwan «Haly» en el siglo XI d. C., se le prestó una marcada atención a un comentario griego anónimo, que tiene orígenes más antiguos y oscuros. Fue escrito en una fecha incierta, ya sea en la antigüedad tardía o durante el período bizantino. Esto también se le atribuye a Proclo, como presunto autor de la paráfrasis, aunque Heilen ha señalado que tal atribución «parece una conjetura». Houlding también ha señalado que, las diferencias en la información tabulada y presentada dentro de la paráfrasis y los comentarios, «es un argumento contundente de que ambos no pueden ser obra del mismo autor».: 274 
El Comentario en griego fue impreso por primera vez en 1559 acompañada de una traducción al latín acompañada por Hieronymus Wolf. Este decía basarse en un manuscrito muy corrompido que requería numerosas conjeturas de un amigo erudito de Wolf, que prefirió permanecer en el anonimato en vez de enfrentarse a reproches por «meterse en este tipo de literatura». La edición de Wolf estaba ligada a una Introducción al Tetrabilos, atribuida, tentativamente, a Porfirio y los escolios a Demophilus.
El propósito de los Comentarios era ofrecer ilustraciones demostradas y una explicación más completa de los principios astrológicos descritos por Ptolomeo. Siguiendo a la edición de Wolf, fueron incorporados grandes pasajes a obras astrológicas en latín, los cuales incluían extensas colecciones de horóscopos de ejemplo. Dos de estos ejemplos notables son los de Gerolamo Cardano Ptolemaei de astorvm ivdiciis, Basilea, 1578; y Speculum astrologiae de Francisco Junctinus, Lugduni, 1583.: 273  Los traductores modernos, en sus anotaciones explicativas, siguen haciendo referencia a los Comentarios de Hieronymous Wolf.

### Centiloquium
El Centiloquium ‘cien refranes’ era el título en latín común para una colección de cien aforismos astrologicos importantes. También se le conoce en latín como Liber fructus del árabe: Kitab al-Tamara y del hebreo Sefer ha-Peri ‘Libro del fruto’ Esto último refleja la creencia que esta obra ofrecía una suma de los principios astrológicos clave de Ptolomeo y por lo tanto se presentó «El fruto de sus cuatro libros». Inicia, como todas las obras de Ptolomeo, con una dedicatoria a «Syrus», que ayudó a apoyar la asunción de la autenticidad ptolemaica de la obra.
Los tempranos manuscritos comúnmente estaban acompañados por un comentario de Ahmad ibn Yusuf al-Misri (835–912) en su empleo de la obra de Ptolomeo.. Este fue traducido al latín al mismo tiempo que se hacían las traducciones de las ediciones árabes del Tetrabiblos. Las primeras fueron hechas por Johannes Hispaniensis en 1136 y por Platón de Tívoli en 1138.
Ali ibn Ridwan «Haly», que había producido el comentario árabe sobre la obra de Ptolomeo, notó que los aforismos ponían en relieve los principios de la astrología judiciaria y se preguntaba por qué Ptolomeo no había la cobertura de estos temas en el Tetrabiblos. Gerolamo Cardano fue el primero en declarar la obra una falsificación basada en tales diferencias, refiriéndose en su comentario de una argumentación de Galen sobre el Tetrabiblos : «En los tiempos antiguos, los reyes que intentaban construir grandes bibliotecas, por lo que compraron los libros de hombres famosos a precios muy altos haciendo que los hombres atribuyesen las obras a los antiguos.
La autoría del texto ahora es atribuida a imitadores de Ptolomeo. Algunos estudiosos sugieren que Ahmad ibn Yusuf fue su verdadero autor. Otros creen que el Centiloquium, aunque no fuese de Ptolomeo, conserva cierta colación de materiales auténticos de la astrología helenística. En última instancia, la suposición histórica de que el Centiloquium era parte del legado astrológico de Ptolomeo le dio un influencia generalizada en el período medieval, por el cual se estableció como un texto importante dentro de la tradición astrológica.

### Libros
- Ashmand, J. M. (2002). Tetrabiblos — or, Quadripartite — being four books of the influence of the stars [Tetrabiblos — o Quadripartio — Siendo cuatro los libros de la influencia de las estrellas]. Bel Air, Maryland, Estados Unidos de América: Astrology Classics. ISBN 9781933303123. OCLC 650287359.

- Avelar, Helena; Ribeiro, Luis (2010). On the heavenly spheres — A treatise on traditional astrology [En las esferas celestiales — Tratado sobre astrología tradicional] (en inglés). Tempe, Arizona, Estados Unidos de América: American Federation of Astrologers. ISBN 0866906096. OCLC 915576540.

- Berggren, J. L.; Goldstein, Bernard R.; Asger, Asger (1987). From ancient omens to statistical mechanics — essays on the exact sciences presented to Asger Aaboe [Desde antiguos presagios hasta la mecánica estadística — Ensayos sobre las ciencias exactas presentadas a Asger Aaboe]. Acta historica scientiarum naturalium et medicinalium (en inglés). Vol. 39. Copenhague, Dinamarca: Biblioteca universitaria. ISBN 9788777090028. OCLC 799190968.

- Broughton, Luke Dennis (1898). The elements of astrology [Elementos de astrología] (Recurso en Internet) (en inglés). OCLC 883774120.

- Evans, James (1998). The history and practice of ancient astronomy [La historia y la práctica de la antigua astronomía] (en inglés). Nueva York, Estados Unidos de América y Oxford, Reino Unido: Oxford University Press. ISBN 9780195095395. OCLC 443643307.

- Evans, James; Berggren, J. L. (2006). Geminos's Introduction to the phenomena — a translation and study of a Hellenistic survey of astronomy [Introducción a los fenómenos de Gemino — Traducción y estudio de una inspección helenística a la astronomía] (en inglés). Princeton, Nueva Jersey, Estados Unidos de América: Princeton University Press. ISBN 9780691123394. OCLC 929419325.

- Grafton, Anthony (1999). Cardano's cosmos — the worlds and works of a Renaissance astrologer [El cosmos de Cardano — Los mundos y obras de un asrtrólogo renacentista] (en inglés). Cambridge,  Massachusetts, Estados Unidos de América: Harvard University Press. ISBN 9780674095557. OCLC 538049795.

- Graßhoff, Gerd (1990). The history of Ptolemy's star catalogue [La historia del catálogo de estrellas de Ptomoleo] (en inglés). Nueva York, Nueva York, Estados Unidos de América: Springer. ISBN 9780387971810. OCLC 246939556.

- Houlding, Deborah (2006). Ptolemy's Centiloquium . Transcribed and annotated by Deborah Houlding [El Centiloquio de Ptolomeo. Transcripto y anotado por Deborah Houlding] (en inglés). Consultado el 18 de febrero de 2017. «Basado en la traducción inglesa de Henry Coley, publicada bajo el capítulo 20 de su Clavis astrologiae eliminata. Sawbridge, Reino Unido, ed. B. Tooke and T., 1676. OCLC 4731519».

- Hübner, Wolfgang (1998). Claudii Ptolemaei opera quae exstant omnia. 1. Apotelesmatika. [Todas las obras que se conservan de Claudio Ptolomeo. 1 Apotelesmatiká] (en griego moderno y alemán). Stuttgart, Baden-Wurtemberg, Alemania: Teubner. ISBN 9783519017462. OCLC 614272120. «La edición crítica más reciente del texto en griego».

- Jensen, Derek (2006). The science of the stars in Danzig from Rheticus to Hevelius [La ciencia de las estrellas en Danzig de Rheticus a Hevelius] (pdf) (en inglés). University of California. OCLC 904881194. «Tesis de doctorado, material descargable».

- Jones, Alexander (2010). Ptolemy in perspective — Use and criticism of his work from antiquity to the nineteenth century [Ptolomeo en perspectiva — Uso y crítica de su obra desde la antigüedad hasta el siglo XIX d. C.]. Archimedes (en inglés). Vol. 23. Dordrecht, Nueva York, Estados Unidos: Springer. ISBN 9789048127870. OCLC 916371202.

- Kieckhefer, Richard (2009). Magic in the middle ages [Magia en la Edad Media]. Cambridge medieval textbooks (en inglés). Cambridge, Cambridgeshire, Reino Unido: Cambridge University Press. ISBN 9780521785761. OCLC 634608912.

- León, Mario (2000). Manual de interpretación y traducción. Madrid, España: Luna. p. 341. ISBN 9788486618117. OCLC 970483884.

- Lilly, William (1985). Christian astrology [Astrología cristiana] (en inglés). Londres, Reino Unido: Regulus. ISBN 0948472006. OCLC 956322971.

- Lindberg, David Charles (2007). The beginnings of Western science — The European scientific tradition in philosophical, religious, and institutional context, prehistory to A.D. 1450 [Los comienzos de la ciencia occidental — La tradición científica europea en el contexto filosófico, religioso e institucional, desde la prehistoria hasta el 1450 d. C.] (en inglés) (2.ª edición). Chicago, Illinois, Estados Unidos de América; Londres, Reino Unido: University of Chicago Press. ISBN 9780226482057. OCLC 827715817.

- Long, Anthony (1982).  Barnes, Jonathan, ed. Astrology: Arguments pro and contra — Science and speculation — Studies in Hellenistic theory and practice [Astrología: arumentos en pro y en contra — Ciencia y especulación — Estudios en teoría y práctica helenística] (en inglés). Cambridge, Cambridgeshire, Reino Unido; Nueva York, Nueva York, Estados Unidos de América; París, Francia: Cambridge University Press; Éditions de la Maison des sciences de l'homme. ISBN 9780521246897. OCLC 8283698.

- Luck, Georg (2006). Arcana mundi — magic and the occult in the Greek and Roman worlds — a collection of ancient texts [Arcana mundi — Magia y ocultismo en el mundo de los griegos y romanos — Colección de textos antiguos] (en inglés) (2.ª edición). Baltimore, Maryland, Estados Unidos: Johns Hopkins University Press. ISBN 9780801883453. OCLC 213305613.

- North, John David (1989). Stars, minds and fate — Essays in ancient and medieval cosmology [Estrellas, mentes y destino — Ensayos sobre cosmología antigua y medieval] (en inglés). Londres, Reino Unido: Hambledon. ISBN 9780907628941. OCLC 901935071.
- Pecker, Jean-Claude; Kaufman, Susan (2001). Understanding the heavens — Thirty centuries of astronomical ideas from ancient thinking to modern cosmology [Comprendiendo los cielos — Treinta siglos de ideas astronómicas desde el pensamiento antiguo hasta la cosmología moderna] (en inglés). Berlín, Alemania: Springer, cop. ISBN 3540631984. OCLC 925707352.

- Ramesey, William (1654). Astrologia restaurata, or, Astrologie restored — Being an introdvction to the general and chief part of the language of the stars. — In four books ... — With a table of the most material things therein contained [Astrologia restaurata o Astrología restaurada — Esencialmente una introdvcción a la parte general y principal del lenguaje de las estrellas — En cuatro libros ... — Con una tabla de las cosas más materiales que contiene] (en inglés). Londres, Reino Unido: Impreso por Nathaniel Elkins. OCLC 606757518.

- Robbins, Frank Egleston (1940). Tetrabiblos. Loeb classical library (en inglés). Vol. 435. Cambridge, Massachusetts, Estados Unidos: Harvard University Press. ISBN 0674994795. OCLC 535520495.

- Ruis Piniés, Mònica; Gómez Muns, Susana (2016). Homenaje a Mercè Comes. — Coordenadas del Cielo y de la Tierra. Homenatges. Vol. 43. Barcelona, España: Universitat de Barcelona. ISBN 9788447536559. OCLC 964680267.

- Rudhyar, Dane (1936). The astrology of personality; a re-formulation of astrological concepts and ideals, in terms of contemporary psychology and philosophy [La astrología de la personalidad: una reformulación de los conceptos e ideales astrológicos, en términos de la psicología y filosofías contemporáneas] (en inglés). Nueva York, Estados Unidos de América: Lucis Pub. Co. OCLC 1547769.

- Saliba, George (1994). A history of arabic astronomy — Planetary theories during the Golden Age of Islam [Historia de la astronomía árabe — Teoría planetarias durante la Edad de Oro del islam]. New York University studies in Near Eastern civilization (en inglés). Vol. 19. Nueva York, Nueva York, Estados Unidos de América y Londres, Reino Unido: New York University Press. ISBN 9780814780237. OCLC 879045942.

- Sela, Shlomo (2003). Abraham Ibn Ezra and the rise of medieval Hebrew science [Abraham Ibn Ezra y el surgimiento de la ciencia medieval hebrea]. Brill's series in Jewish studies (en inglés). Vol. 32. Leiden, Países Bajos; Boston, Massachusetts, Estados Unidos de América: Brill. ISBN 9789004129733. OCLC 51324108.

- Schmidt, Robert (1994-8). Tetrabiblos (en inglés). Vol. 1-4. Berkeley Springs, Virginia Occidental, Estados Unidos de América: Project Hindsight.

- Smith, A. Mark (1996). Ptolemy's theory of visual perception — An english translation of the Optics [La teoría Ptolomeo sobre la percepción visual — Traducción al inglés de la óptica] (en inglés). Filadelfia, Pensilvania, Estados Unidos de América: American Philosophical Society. ISBN 9780871698629. OCLC 473393735.

- Tarnas, Richard (1991). The passion of the Western mind — Understanding the ideas that have shaped our world view [La pasión de la mente occidental — Comprender las ideas que han modelado nuestra visión del mundo] (en inglés). Nueva York, Estados Unidos de América: Harmony Books. ISBN 9780517577905. OCLC 476682125.

- Tester, Jim (1987). A history of western astrology [Historia de la astrología occidental] (en inglés). Woodbridge, Nuevo Hampshire, Estados Unidos: Boydell and Brewer. ISBN 9780851154466. OCLC 473319707.

- Thomas, Keith (1980). Religion and the decline of magic — Studies in popular beliefs in sixteenth and seventeenth century England [La religión y el declive de la magia — Estudios de las creencias populares durante los siglos XVI y XVII en Inglaterra]. Peregrine books. Religion & history (en inglés). Harmondsworth, Hillingdon, Reino Unido: Penguin Books. ISBN 9780297002208. OCLC 843778923.

- Thorndike, Lynn (1958). A history of magic and experimental science [Historia de la magia y la ciencia experimental]. Publications (History of Science Society) (en inglés). Vol. 4. Nueva York, Nueva York, Estados Unidos de América: MacMillan. OCLC 645400199.

- Tucker, William Joseph (1938). The principles of scientific astrology [Los principios de la astrología científica] (en inglés). Filadelfia, Pensilvania y Nueva York, Nueva York; Estados Unidos de América: J.B. Lippincott Company. OCLC 386740.

- Tymieniecka, Anna-Teresa; Grandpierre, Attila (2010). Astronomy and Civilization in the New Enlightenment — Passions of the Skies [Astronomía y civilización en la nueva iluminación — Pasiones de los Cielos]. Analecta Husserliana Ser (en inglés). Nueva York, Estados Unidos de América: Springer. OCLC 777954014.

- Zusne, Leonard; Jones, Warren H. (1989). Anomalistic psychology — A study of magical thinking [Psicología anomalística — Estudio del pensamiento mágico] (en inglés). Hillsdale, Nueva Jersey, Estados Unidos de América: Erlbaum. ISBN 0805805087. OCLC 471013945.

- Webster, Charles (1979). Health, medicine and mortality in the sixteenth century [Salud, medicina y mortalidad en el siglo XVI d. C.] (en inglés). Cambridge, Cambridgeshire, Reino Unido: Cambridge University Press. ISBN 9780521226431. OCLC 924930818.

- Westman, Robert S. (2011). The Copernican question — Prognostication, skepticism, and celestial order [La cuestión copernicana — Pronosticación, escepticismo y orden celestial]. Fletcher Jones Foundation humanities imprint (en inglés). Berkeley, California, Estados Unidos de América: University of California Press. ISBN 9780520254817. OCLC 929366438.

### Publicaciones
- Burnett, Charles; Greenbaum, Dorian Gieseler (2007). «The winding courses of the stars — Essays in ancient astrology» [Los cursos sinuosos de las estrellas — Ensayos sobre astrología antigua]. Culture and cosmos (en inglés) (Bristol, Reino Unido). Vol. 11 (Nos. 1 y 2). ISSN 1368-6534. Identificador único 5894514119.

- Houlding, Deborah (1993). Skyscript «The Life and Work of Ptolemy» [La vida y obra de Ptolomeo]. Traditional Astrologer (Nottingham, East Midlands, Reino Unido) (No. 1): 3-6. Consultado el 14 de febrero de 2017.

- Lehoux, Daryn (2006). «Tomorrow's news today: astrology, fate, and the way out» [Las noticias del mañana, hoy: astrología, destino y la salida]. Representations (en inglés) (University of California Press). Vol. 95 (No. 1): 105-122. ISSN 0734-6018. 363485501.

- Riley, Mark (1974). Theoretical and practical astrology: Ptolemy and his colleagues [Astrología teoricopráctica: Ptolomeo y sus colegas]. Transactions of the American Philological Association (en inglés). Vol. 117. Baltimore, Londres, Reino Unido: Johns Hopkins University Press. pp. 235-256. ISSN 0360-5949.

- Riley, Mark (1988). Science and tradition in the Tetrabiblos [Ciencia y tradición en el Tetrabiblos]. Proceedings of the American Philolosophical Society (en inglés). Vol. 132 (No. 1). Filadelfia, Pensilvania, Estados Unidos: American Philosophical Society. pp. 67-84. ISSN 0003-049X. 812883650.

- Rutkin, H. Darrel (Sin fecha). «The use and abuse of Ptolemy's Tetrabiblos in Renaissance and early modern Europe — Two case studies — Giovanni Pico della Mirandola and Filippo Fantoni» [Uso y abuso del Tetrabilos de Ptolomeo en la Europa del temprano modernismo — Estudio de dos casos — Giovanni Pico della Mirandola y Filippo Fantoni]. Ptolemy in perspective (Museo Galileo). ISBN 9789048127870. 5894474231.